# Bu Xiangzhi
Dans ce nom, le nom de famille, Bu, précède le nom personnel.
Bu Xiangzhi (chinois : 卜祥志 ; pinyin : Bǔ Xiángzhì), né le 10 décembre 1985, est un joueur d'échecs chinois qui a obtenu le titre de grand maître international à quatorze ans (en 2000).
Au 1er octobre 2015, Bu Xiangzhi est le septième joueur chinois et le 37e joueur mondial avec un classement Elo de 2 710.

## Biographie et carrière
Bu Xiangzhi remporte le titre de champion du monde des moins de 14 ans en 1998.

### Plus jeune grand maître international
Il  a obtenu sa troisième norme pour le titre de grand maître international  en 1999 à l'âge de 13 ans et dix mois, le titre étant décerné officiellement par la FIDE en 2000. 
Cela qui faisait de lui la personne la plus jeune à avoir conquis ce titre en 1999 (titre décerné officiellement par la FIDE en 2000). Cependant, il a perdu ce record au profit de Sergueï Kariakine en juillet 2002.

### Tournois individuels
Bu Xiangzhi a remporté :

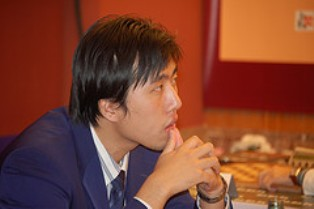
Bu Xiangzhi en 2007.

- le championnat de Chine d'échecs en 2004 ;
- le tournoi d'échecs de Danzhou en 2010 et 2012 ;
- le festival d'échecs de Copenhague en 2014 avec 9 points sur 10.

Il finit deuxième du tournoi B de Wijk aan Zee en 2007. En 2008, il perdit le match de départage pour la première place du festival d'échecs de Gibraltar contre Hikaru Nakamura et finit troisième du tournoi d'échecs de Nankin remporté par Veselin Topalov.
Il finit deuxième du championnat d'Asie d'échecs en 2017 (à égalité de points avec le vainqueur).
Au 1er mars 2011, il est le 63e joueur mondial, avec un classement Elo de 2 677 points.

### Compétitions par équipe
Avec l'équipe de Chine, Bu Xiangzhi a remporté la médaille d'argent par équipe lors de l'Olympiade d'échecs de 2008. En 2015, il gagna  le Championnat du monde d'échecs par équipes. En 2009, il gagna la Coupe d'Europe des clubs d'échecs avec l'équipe du Ekonomist Saratov.

### Championnats du monde et coupes du monde
En 2017, Bu Xiangzhi battit le champion du monde Magnus Carlsen lors du troisième tour de la Coupe du monde d'échecs 2017.
| Année | Lieu            | Résultat                            | Ultime adversaire  | Adversaires battus                                |
| ----- | --------------- | ----------------------------------- | ------------------ | ------------------------------------------------- |
| 2004  | Tripoli         | premier tour                        | Ashot Anastasian   |                                                   |
| 2007  | Khanty-Mansiïsk | troisième tour                      | Wang Yue           | Nikolaï Kabanov, Aleksandr Motyliov               |
| 2009  | Khanty-Mansiïsk | premier tour                        | Yannick Pelletier  |                                                   |
| 2011  | Khanty-Mansiïsk | quatrième tour (huitième de finale) | Vassili Ivantchouk | Ahmed Adly, Maxime Vachier-Lagrave Abhijeet Gupta |
| 2017  | Tbilissi        | quatrième tour (huitième de finale) | Peter Svidler      | Diego Flores, Étienne Bacrot Magnus Carlsen       |
| 2019  | Khanty-Mansiïsk | premier tour                        | Xu Xiangyu         |                                                   |